# Святе сімейство (фільм)
«Святе сімейство» — український художній фільм 1997 року режисера Михайла Бєлікова. Ніна Шаролапова отримала приз за найкращу жіночу роль другого плану на МКФ «Стожари» (Київ) у 1997 році. 

## Синопсис
Молода акторська родина знімається у фільмі про «красиве життя»... Вони зустрілись у церкві. Він, повернувшись з відрядження, ставив перед образом свічку, аби пом'янути померлу матір. Вона — дзвонар у церкві, збиралася йти додому. У самий розпал подій з'ясовується, що це не просто закохана пара, а холоднокровний кілер та красуня-повія. Перетворення неймовірне, хоча цілком кінематографічне. Однак не останнє... 
Зйомки закінчено. Акторка знімає розкішну шубу, взяту для зйомок напрокат. Переодягається і актор. Тепер вони зовсім не схожі на своїх героїв. Підбігає донька. Починається реальне, не екранне життя з його клопотами і турботами.

## У ролях
- Юрій Одинокий
- Дарина Лобода
- Станіслав Молганов
- Тетяна Назарова
- Давид Бабаєв
- Ніна Антонова
- Олена Балашова
- Олександр Пашутін
- Ніна Шаролапова
- Юрій Мажуга
- Маргарита Криницина
- Юлія Волчкова
- Світлана Прус
- Сергій Озіряний
- Петро Миронов
- Валентин Черняк
- Євген Шах

## Творча група
- Режисер-постановник: Михайло Бєліков
- Сценарист: Михайло Бєліков
- Оператор-постановник: Василь Трушковський[1]
- Художник-постановник: Оксана Тимонішина
- Композитор: Наталія Рожко
- Звукооператор: Віктор Лукаш, Віктор Брюнчугін